# Last Alliance
Last Alliance (ラスト・アライアンス, Rasuto Araiansu) é uma banda japonesa de rock criada em Machida, Tóquio. Em 2006, eles tocaram Shissō (疾走), como tema de encerramento para o anime do estúdio Bones, Ouran High School Host Club. Tocaram também Katahiza no Yogore, encerramento do anime Real Drive, e, mais recentemente, Hekireki, abertura do anime Hajime no Ippo: New Challanger.
Eles já lançaram três álbuns até agora: TEARS LIBRARY, UNDERGROUND BLUE e Me and Your Borderline.

## Integrantes
- Ryūsuke Anzai (安斉龍介, Anzai Ryūsuke) (vocal e guitarra)
- Takahiko Matsumara (松村孝彦, Matsumara Takahiko) (vocal e baixo)
- Shingo Sano (佐野森吾, Sano Shingo) (guitarra)
- Hiroshi Ozawa (小澤浩史, Ozawa Hiroshi) (bateria)

## Discografia

### Singles
Last Alliance TLCD-000 (lançado em 18 de Junho de 2003)
1. Boys Don't Cry
2. Last Alliance
3. Equal Reason

YG Service (YGサービス, YG Sābisu) TLCD-002 (lançado em 18 de Fevereiro de 2004)
- O CD tinha um clipe para a música Equal Reason)

1. Sketch
2. Slow Starter (スロースターター, Surō Sutātā)
3. Maboroshi Memory

IO TLCD-004 (lançado em 21 de Julho de 2004)
1. Solitude (ソリチュード, Sorichūdo)
2. Musō Jidai (夢想時代)
3. Melancholy
4. Truth In My Arms

Re:frain ONECO-5 (lançado em 5 de Outubro de 2005)
1. Color Desert
2. Ryūsei Namida (流星涙)
3. astrogate-0
4. Konoyubitomare

DAZE&HOPE ONECO-6 (lançado em 17 de Maio de 2006)
- O CD tinha um vídeo promocional da música Green Sunlight)

1. Shissō (疾走) (tema de encerramento do anime Ouran High School Host Club)
2. Fly again, hero
3. Ittō Ryodan (一刀旅団)
4. One Drop Of Tear

Signal 004 VPCC-82620 (lançado em 28 de Novembro de 2007)
1. Drag On
2. Aoi Gunsou (蒼い銃創)
3. Mafuyu no Semi (真冬の蝉)

Always in My Heart (lançado em 16 de Abril de 2008)
1. Slow Starter (片膝の汚れ, Katahiza No Yogore)
2. I.O.J.F.K

Kawasaki Relax (lançado em 10 de outubro de 2009)
1. WEDGE
2. TODAY
3. DAYS
4. 8HEARTBEAT∞
5. TOMORROW

### Álbuns
Tears Library TLCD-001 (lançado em 19 de Julho de 2003)
1. Boys Don't Cry
2. Run Into The Freedom
3. Itsuwari no Orange (偽りのオレンジ, Itsuwari no Orenji)
4. Last Alliance
5. Rebel Fire
6. beautiful
7. Planetarium (プラネタリウム, Puranetariumu)
8. See You Again
9. Sky Is Crying
10. Hidarimuki (ヒダリムキ)
11. Equal Reason

Underground Blue UNECO-4 (lançado em 8 de Novembro de 2004)
1. South Wind Knows
2. CLONE
3. Solitude (ソリチュード, Sorichūdo)
4. Filter (フィルター, Firutā)
5. One Hot Second
6. Musō Jidai (夢想時代)
7. urge
8. Greens Sunlight (apresentado no programa de TV nipônico Ongaku Senshi: Music Fighter)
9. Jikū Trip (時空TRIP)
10. Okizari Ace (置き去りエース, Okizari Ēsu)
11. Lucky Luciano ni Utareru Mae Ni (ラッキー・ルチアーノに射たれる前に, Rakkī Ruchiāno ni Uta Reru Mae Ni)
12. Truth In My Arms
13. Tadayō Yūgure Ni, Kieta Yuku Hibi (漂う夕暮れに、消えてゆく日々)
14. Letter

Me and Your Borderline ONECO-7 (lançado em 6 de Dezembro de 2006)
1. Break a mirror
2. Konoyubitomare
3. Shissō (疾走)
4. Akai Hana (赤い花)
5. Eimī Syndrome (エイミーシンドローム, Eimiishindorōmu)
6. Oto no Nai Sekai (音の無い世界)
7. Spiral World (tema de encerramento do programa de TV nipônico Ongaku Senshi: Music Fighter)
8. Zenmai (ゼンマイ)
9. gray end
10. FANTASIA
11. Lie of eternity, Paint it blue
12. Prometheus (プロメテウス, Purometeusu)
13. Sharing Sky (シェアリングスカイ, Shearingu Sukai)
14. Jōka (浄化)

THE SUM  (lançado em 25 de junho de 2008)
1. Change by 1
2. Proud of Scar
3. 無重力 ONEWAY SHUTTLE
4. 砂漠と幻想
5. 片膝の汚れ
6. PERFECT GAME
7. 揺れた秒針
8. ロンサムワールド
9. Drag On
10. WORLD IS MINE
11. 雨上がりにグラフィティ
12. 群青海月